# Çayırlı
Çayırlı là một huyện thuộc tỉnh Erzincan, Thổ Nhĩ Kỳ. Huyện có diện tích 1080 km² và dân số thời điểm năm 2007 là 10517 người, mật độ 10 người/km².